# Алтынарык (Жамбылская область)
Алтынарык (каз. Алтынарық, бывш. 1-я ферма) — село в Меркенском районе Жамбылской области Казахстана. Входит в состав Акерменского сельского округа. Код КАТО — 315431500.

## Население
В 1999 году население села составляло 50 человек (26 мужчин и 24 женщины). По данным переписи 2009 года, в селе проживало 475 человек (232 мужчины и 243 женщины).